# 前開パーキングエリア

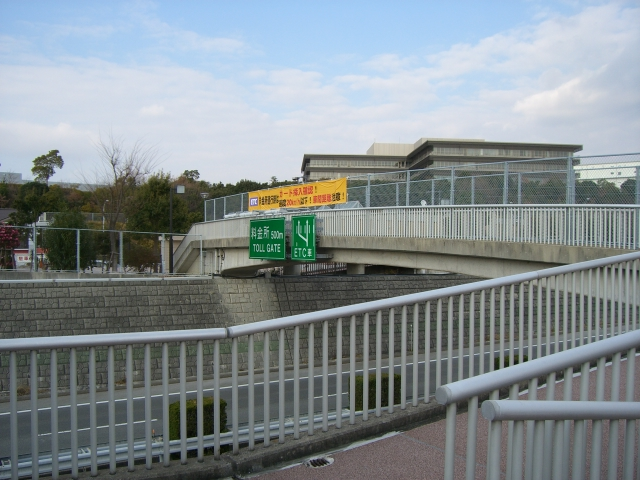
上り側の施設と下り側の施設を繋ぐ歩道橋（2008年12月）

前開パーキングエリア（ぜんかいパーキングエリア）は、兵庫県神戸市西区の阪神高速道路7号北神戸線上にあるパーキングエリア。
上り線（西行き）・下り線（東行き）の施設は歩道橋で結ばれているため、どちらの施設も利用できる。

## 道路
- 阪神高速7号北神戸線

## 施設
売店、食堂は設置されていない。

### 伊川谷IC方面
- 駐車場
  - 大型車14台
  - 普通車23台
  - 身障者用1台

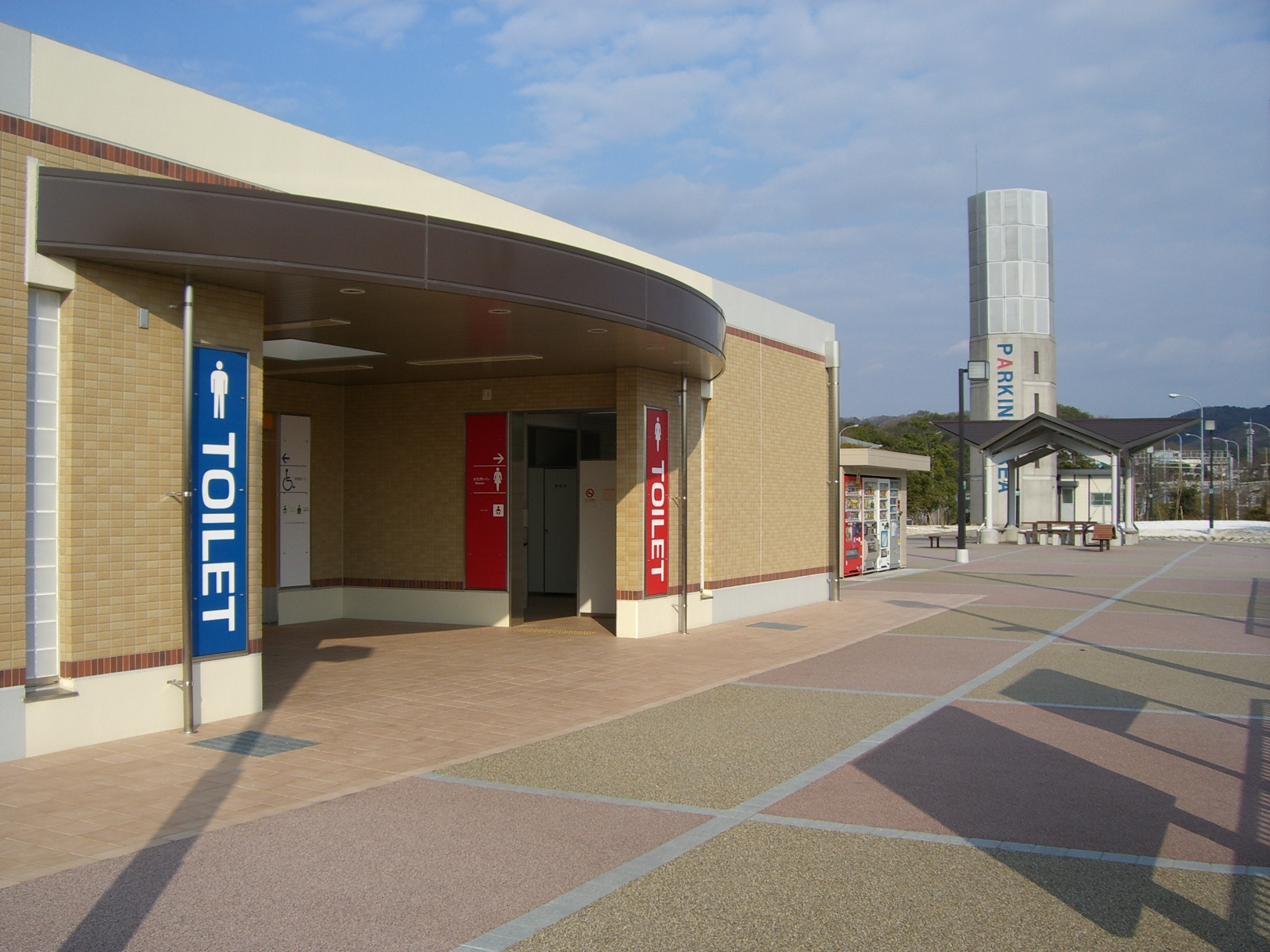
上り（西行き）側の施設（2008年12月）

- トイレ 男 大3(洋式3)小5   女5(洋式5)
  - 身障者用 2
- 公衆電話
- 自動販売機

### 有馬口JCT・西宮山口JCT方面
- 駐車場
  - 大型車15台
  - 普通車24台
  - 身障者用1台

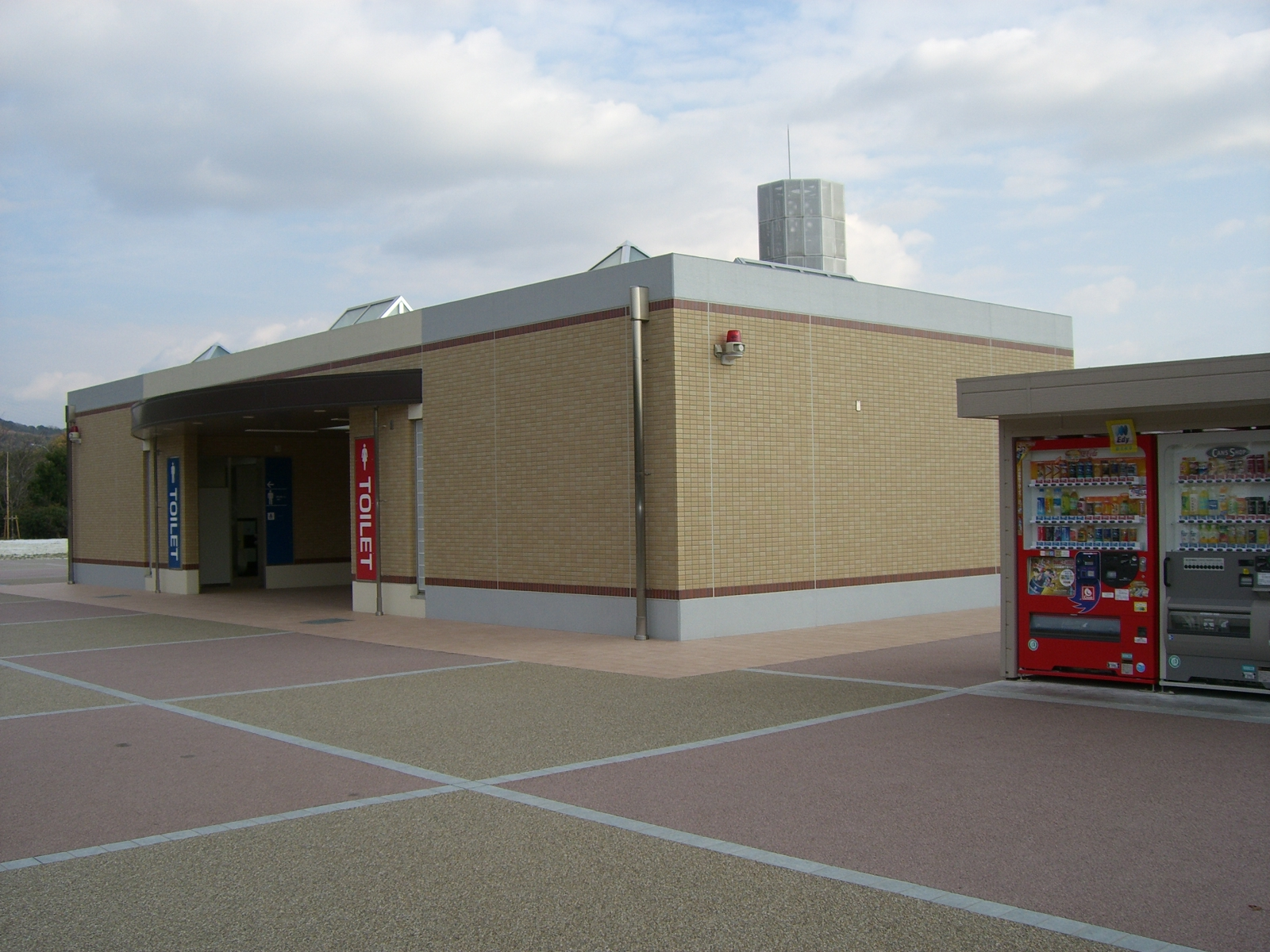
下り（東行き）側の施設（2008年12月）

- トイレ 男大3(洋式3)小5  女5(洋式5)
  - 身障者用 2
- 公衆電話
- 自動販売機

## 隣
阪神高速7号北神戸線
(7-02) 永井谷JCT/永井谷出入口 - (7-03) 前開出入口 - 前開PA - (7-04) 前開出入口 - 布施畑JCT - (7-05) 布施畑西出入口